# Truth (film)
Truth (tj. Pravda) je americký hraný film z roku 2013, který režíroval Rob Moretti podle vlastního scénáře. Film popisuje milostný vztah dvou mužů, který projde radikální proměnou.

## Děj
Caleb Jacobs a Jeremy Dorian se poznají náhodně přes internet. Mladší Caleb se do Jeremyho zamiluje a přestěhuje se k němu. Caleb trpí hraniční poruchou osobnosti, kterou se snaží udržet před Jeremym v tajnosti, včetně své duševně nemocné matky. Rád by se od své minulosti definitivně odpoutal. Ale i Jeremy má své tajemství. Když to Caleb zjistí, podlehne svým představám a rozhodne se udržet si Jeremyho za každou cenu.

## Obsazení
| Sean Paul Lockhart    | Caleb Jacobs        |
| Rob Moretti           | Jeremy Dorian       |
| Blanche Baker         | Dr. Carter Moore    |
| Suzanne Didonna       | Calebova matka      |
| Rebekah Aramini       | Leah                |
| Max Rhyser            | mladý muž v kavárně |
| Philip Joseph McElroy | mladý Caleb         |